# 土耳其共和國一黨時期
土耳其共和國的一黨時期是從1923年10月29日開始。在此期間共和人民党（CHP）是1923年至1945年間唯一的合法執政黨，直到國家發展黨在1945年成立為止。隨後，在1946年以壓倒性勝利贏得第一次多黨選舉後，共和人民黨在1950年的選舉中輸給了民主黨。在這段期間，總統穆斯塔法·凱末爾·阿塔圖克曾多次希望有一個反對共和人民黨的政黨出現，以盡快讓土耳其進入多黨時期。1930年，自由共和黨成立，但很快就被其創始人解散。進步共和黨也在1924年由卡齊姆·卡拉貝克爾成立，但在其成員參與了1925年的謝赫賽義德叛亂後被取締。儘管凱末爾在擔任總統期間一直想建立個自我傳播的多黨制，但直到他死後的1938年才得以實現。